# لئون یکم (بیزانس)
فلاویوس والریوس لئو (به لاتین: Flavius Valerius Leo) (زادهٔ ۴۰۱ میلادی – مرگ ۱۸ ژانویه ۴۷۴ میلادی) امپراتور بیزانس از سال ۴۵۷ تا ۴۷۴ میلادی بود. در ۲۰ سال زمامداری، وی بیشتر به برنامه‌های سیاسی و نظامی به ویژه برای نجات حکومت در حال فروپاشی روم غربی پرداخت.

## فرمانروایی

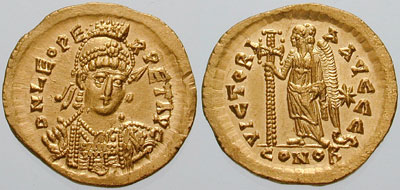
سکه‌های ضرب شده در دوران امپراتور لئو یکم با تصویر وی

وی نخست یک سرباز بود. کم کم به رتبه‌های بالای نظامی دست یافت. اسپار، یکی از فرماندهان آلانها وی را به تخت نشاند زیرا بر این باور بود که وی می‌تواند دست‌نشانده‌ای خوبی برای هموارسازی اهداف آلانها باشد. در ۷ فوریه ۴۵۷ میلادی امپراتور شد. لئو با تزویج دخترش به رهبر ایسوریانها، با ایشان اتحاد بست و اسپار را کنار زد.
در زمان فرمانروایی وی، بالکان بوسیله هونها غارت شد اما قسطنطنیه بواسطه دیواری که تئودوسیوس دوم بازسازی کرد، از این چپاول‌گری در امان ماند. از کارهای مهم دیگر وی می‌توان به دیدارش با آنتمیوس امپراتور روم غربی اشاره کرد که با قرار اردوکشی ضد وندالها با هم متحد شدند. این لشکرکشی با اشتباه و خودبینی باسیلیسکوس، برادرزن لئو، شکست سنگینی خورد که خزانه کشور را خالی کرد و کمبود مردان جنگجو بیزانس را پی آورد. ۱۳۰۰۰۰ پوند طلا، ۷۰۰ پوند نقره، ۱۱۱۳ کشتی جنگی که ۱۰۰ هزار سرباز را در خود جای داده بودند بخشی ازین اردوکشی بود.
لئو از ازدواجش با ورینا ۳ فرزند داشت، دو دختر و یک پسر که پنج ماه پس از تولد، درگذشت. لئو در ۱۸ ژانویه ۴۷۴ میلادی در اثر اسهال خونی درگذشت.

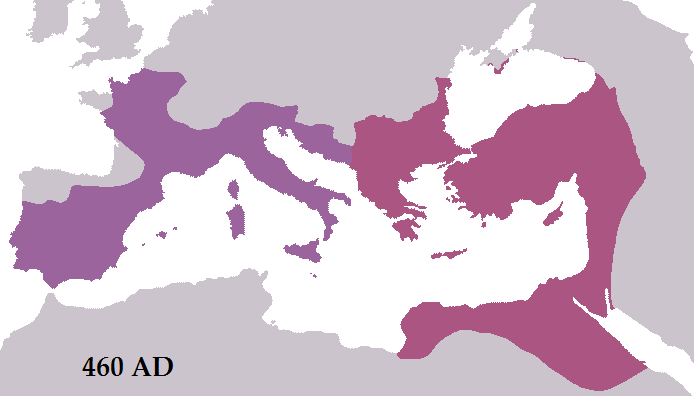
امپراتوری روم در۴۶۰ در زمان سلطنت لئون